# 2622 Bolzano
2622 Bolzano је астероид главног астероидног појаса чија средња удаљеност од Сунца износи 3,004 астрономских јединица (АЈ).
Апсолутна магнитуда астероида је 11,7.